# Brežani (żupania karlowcka)
Brežani – wieś w Chorwacji, w żupanii karlowackiej, w mieście Karlovac. W 2011 roku liczyła 129 mieszkańców.